# La Fortune de Gaspard (téléfilm, 1993)
Pour les articles homonymes, voir Gaspard.
Pour plus de détails, voir Fiche technique et Distribution.
La Fortune de Gaspard est un téléfilm franco-helvético-portugais réalisé par Gérard Blain et diffusé en 1993.

## Synopsis
Au XIXe siècle, l’ascension sociale de Gaspard, l’un des deux fils des Thomas, un couple de paysans normands. Contrairement à son frère Lucas, bon garçon, mais peu doué pour les études, Gaspard, avec ses brillants résultats scolaires, attire l’attention de l’industriel Féréor qui l'engage comme contremaître dans son usine. Son ambition, doublée d’une froide détermination, va, sans faillir, emmener Gaspard au sommet de la réussite. 

## Fiche technique
- Titre : La Fortune de Gaspard
- Réalisation : Gérard Blain
- Scénario : Gérard Blain et Michel Tournier d’après le roman de la Comtesse de Ségur, La Fortune de Gaspard (1866)
- Dialogues : Gérard Blain et Michel Tournier
- Photographie : Denys Clerval
- Musique : Serge Folie et Jean-Pierre Stora
- Son : Robert Aumeunier
- Montage : Emmanuelle Lalande
- Pays d’origine :  France,  Portugal,  Suisse
- Langue de tournage : français
- Producteur : Jean-Pierre Cottet
- Sociétés de production : Caméras Continentales, France 2, TSR, RTP
- Chaîne de diffusion : France 2
- Format : couleur — 4/3 — son monophonique
- Genre : drame
- Durée : 95 minutes
- Date de diffusion : 3 mai 1993 sur France 2

## Distribution
- Vincent de Bouard : Gaspard
- Frank Paitel : Lucas
- Anne Kreis : la mère Thomas
- Jean-Paul Wenzel : le père Thomas
- Gamil Ratib : Féréor
- Alice Béat : Mina
- Jurgen Mash : Fröelichein
- Paul-Louis Martin : le maître d'école
- Paul Blain : le photographe Nadar
- Patrick Penn : Chrétien